# Jan Nemček
Jan Nemček (* 30. března 1986, Ostrava) je český básník. Vystudoval bohemistiku na Filozofické fakultě Ostravské univerzity. Mezi lety 2013 a 2015 organizoval v řetízkové šatně zakonzervovaného Dolu Michal autorská čtení Literární sprcha. Žije v Ostravě.
Básně publikoval například v časopisech Host, Tvar, Weles, Vertigo, Protimluv a dalších. Debutoval básnickou sbírkou Proluka (Opava: Perplex, 2016), za kterou byl nominovaný na Cenu Jiřího Ortena 2017.

## Dílo
- Proluka, 2016 – básnická sbírka[2]